# Wilszanka
Wilszanka (ukr. Вільшанка) – osiedle typu miejskiego w obwodzie kirowohradzkim Ukrainy, siedziba władz rejonu wilszańskiego.
Status osiedla typu miejskiego posiada od 1967.
W 1989 liczyła 6 100 mieszkańców.
W 2013 liczyła 4 778 mieszkańców.